# Resolución de Lee

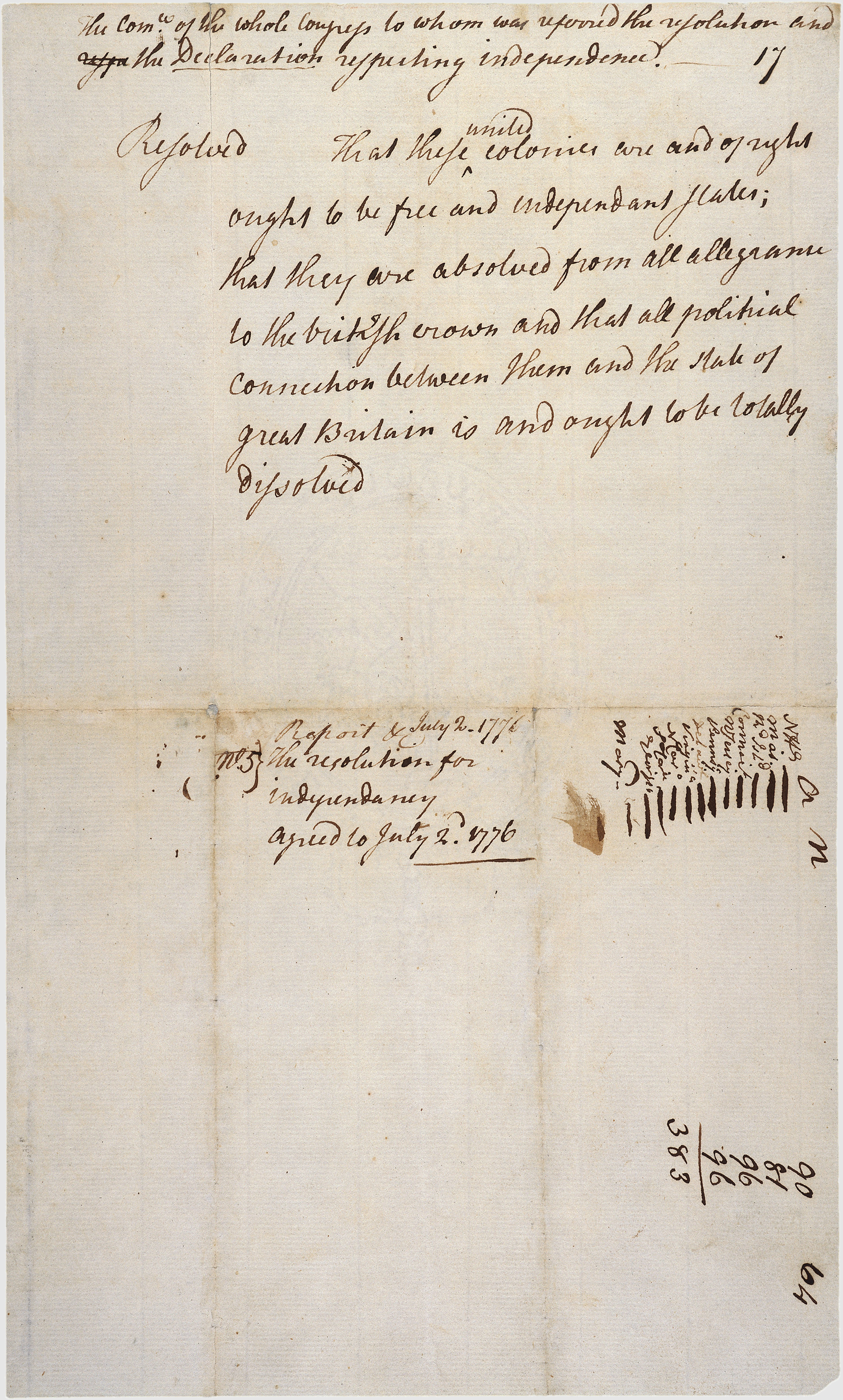
«La Resolución de Independencia acordada el 2 de julio de 1776». Las marcas en la parte inferior derecha indican las doce colonias que votaron por la independencia. La Provincia de Nueva York se abstuvo.

La Resolución Lee (también conocida como la Resolución para la Independencia) fue la reivindicación formal aprobada por el Segundo Congreso Continental el 2 de julio de 1776 que resolvió que las Trece Colonias en América eran «Estados libres e independientes», separados del Imperio británico y creando lo que se convirtió en los Estados Unidos de América. Las noticias de este acto se publicaron esa tarde en el Pennsylvania Evening Post y al día siguiente en el Pennsylvania Gazette. La Declaración de Independencia es el documento formal que anunció y explicó oficialmente la resolución, aprobada dos días después, el 4 de julio de 1776. 
La resolución lleva el nombre de Richard Henry Lee, de Virginia, quien la propuso al Congreso después de recibir instrucciones de la quinta Convención de Virginia y su presidente Edmund Pendleton. La resolución completa de Lee tenía tres partes que fueron consideradas por el Congreso el 7 de junio de 1776. Junto con el tema de la independencia, también propuso establecer un plan para las relaciones exteriores estadounidenses y preparar un plan de una confederación para que los estados lo consideren. El Congreso decidió abordar cada una de estas tres partes por separado. 
Algunas fuentes indican que Lee usó el lenguaje de las instrucciones de la Convención de Virginia casi al pie de la letra. La votación se retrasó durante varias semanas en la primera parte de la resolución, mientras que el apoyo estatal y la instrucción legislativa para la independencia se consolidaron, pero la presión de los acontecimientos obligó a las otras partes menos discutidas a proceder de inmediato. El 10 de junio, el Congreso decidió formar un comité para redactar una declaración de independencia en caso de que se aprobase la resolución. El 11 de junio, John Adams, Thomas Jefferson, Benjamin Franklin, Roger Sherman y Robert R. Livingston fueron nombrados como el Comité de los Cinco para lograr esto. Ese mismo día, el Congreso decidió establecer otros dos comités para desarrollar las últimas dos partes de la resolución. Al día siguiente, se estableció otro comité de cinco miembros (John Dickinson, Benjamin Franklin, John Adams, Benjamin Harrison V y Robert Morris) para preparar un plan de tratados que se propondría a las potencias extranjeras; se creó un tercer comité, compuesto por un miembro de cada colonia, para preparar un borrador de una constitución para la confederación de los estados. 
El comité designado para preparar un plan de tratados hizo su primer informe el 18 de julio, en gran parte por escrito de John Adams. Se autorizó una impresión limitada del documento, que fue revisado y enmendado por el Congreso durante las próximas cinco semanas. El 27 de agosto, el plan de tratados enmendado fue devuelto al comité para desarrollar instrucciones sobre las enmiendas, así como la incorporación de Richard Henry Lee y James Wilson al comité. Dos días después, el comité estaba facultado para preparar más instrucciones e informar al Congreso. La versión formal del plan de tratados fue adoptada el 17 de septiembre. El 24 de septiembre, el Congreso aprobó instrucciones de negociación para que los comisionados obtuviesen un tratado con Francia, basado en la plantilla provista en el plan de tratados; Al día siguiente, Benjamin Franklin, Silas Deane y Thomas Jefferson fueron elegidos comisionados de la corte de Francia. La alianza con Francia se consideraba vital para ganar la guerra con Gran Bretaña y para sobrevivir el país recientemente declarado. 
El comité de redacción de un plan de confederación estuvo presidido por John Dickinson; presentaron sus resultados iniciales al Congreso el 12 de julio de 1776. Siguieron largos debates sobre cuestiones como la soberanía, los poderes exactos que se le otorgarían al gobierno confederado, si tener un poder judicial y los procedimientos de votación. El borrador final de los Artículos de la Confederación se completó durante el verano de 1777 y fue aprobado por el Congreso para su ratificación individual por los estados el 15 de noviembre de 1777, después de un año de debate. Continuó en uso desde ese momento en adelante, aunque no fue ratificado por todos los estados hasta cuatro años después, el 1 de marzo de 1781. 